# Вашингтон (Луизијана)
Вашингтон (енгл. Washington) град је у америчкој савезној држави Луизијана.

## Демографија
По попису из 2010. године број становника је 964, што је 118 (-10,9%) становника мање него 2000. године.
| Група             | 2000.       | 2010.       |
| Белци             | 455 (42,1%) | 416 (43,2%) |
| Афроамериканци    | 609 (56,3%) | 514 (53,3%) |
| Азијати           | 0 (0,0%)    | 1 (0,1%)    |
| Хиспаноамериканци | 11 (1,0%)   | 18 (1,9%)   |
| Укупно            | 1.082       | 964         |